# Клодава
Клодава (пол. Kłodawa)  —  город  в Польше, входит в Великопольское воеводство,  Кольский повят.  Имеет статус городско-сельской гмины. Занимает площадь 4,32 км². Население — 6844 человека (на 2006 год).

## Промышленность
Более 60 лет в Клодаве ведётся разработка соляной шахты. На сегодняшний день глубина шахты — 750 метров. По рабочим дням в шахту пускают туристов.

## История
Во время Второй мировой войны город был оккупирован нацистами. С 9 по 12 сентября 1942 года все евреи города были депортированы в лагерь смерти Хелмно.  

## Известные уроженцы
- Косминский, Аарон (1865—1919) — один из подозреваемых в убийствах Джека-потрошителя.

## Фотографии

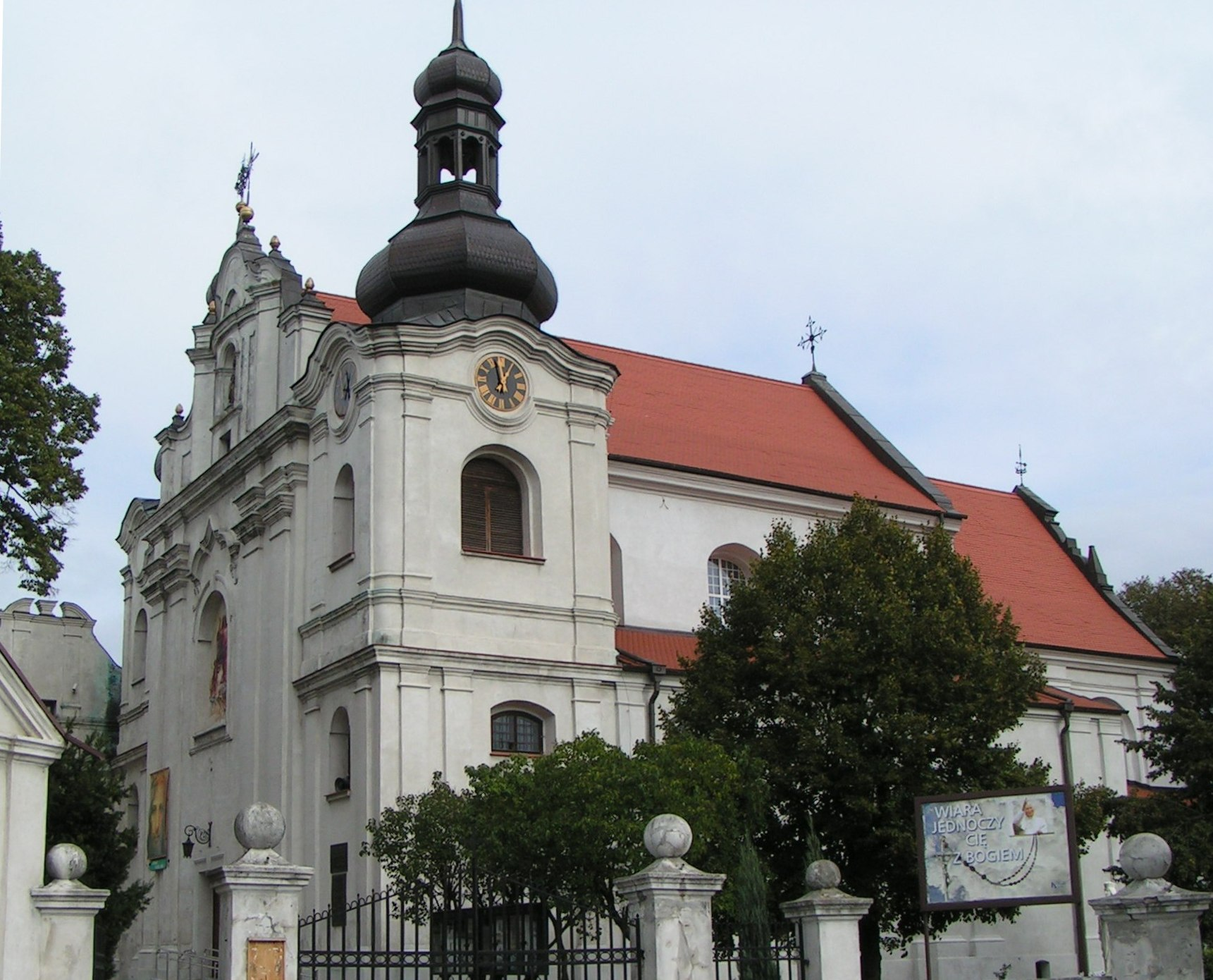
Костёл
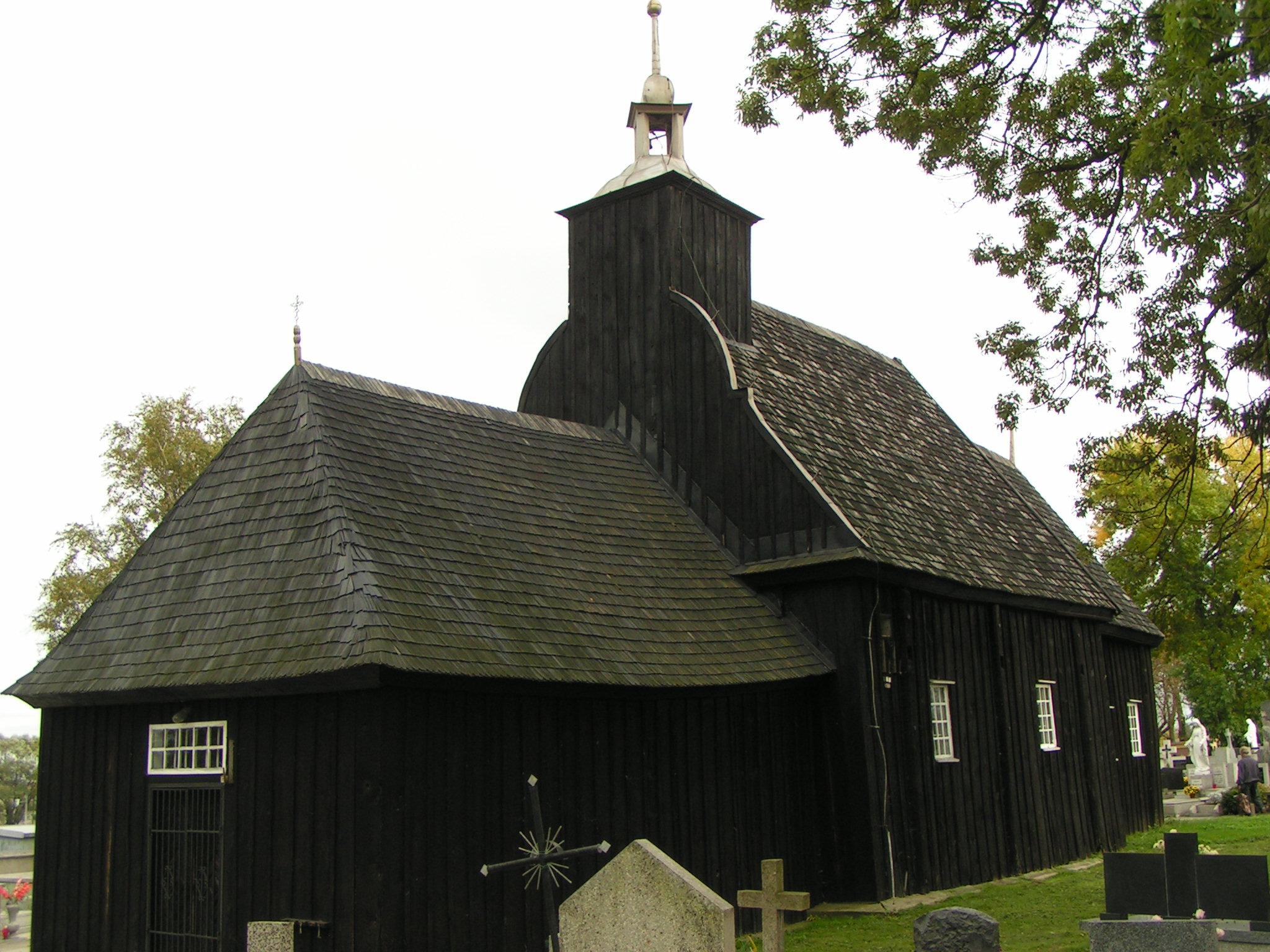
Костёл
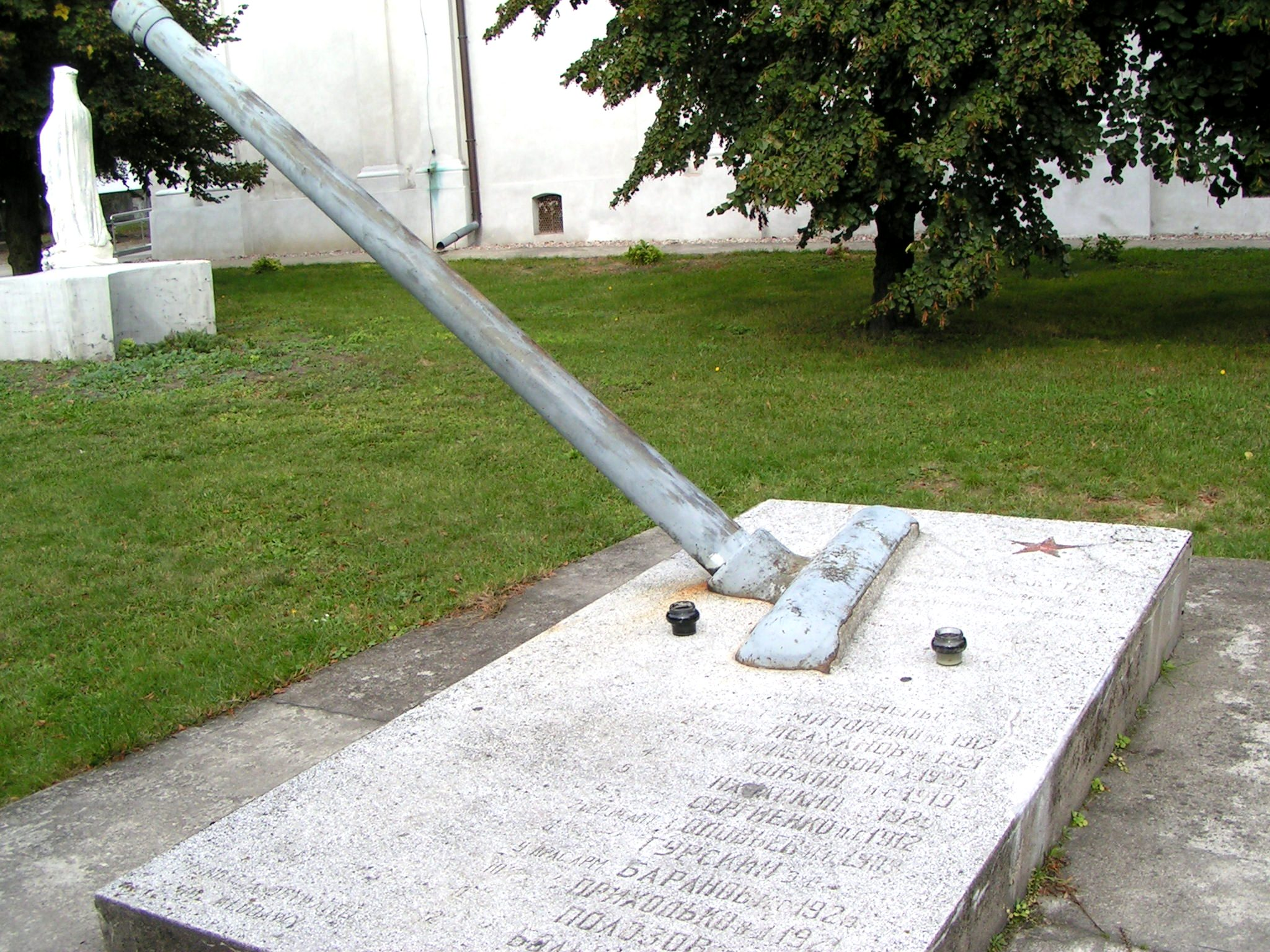
Памятник
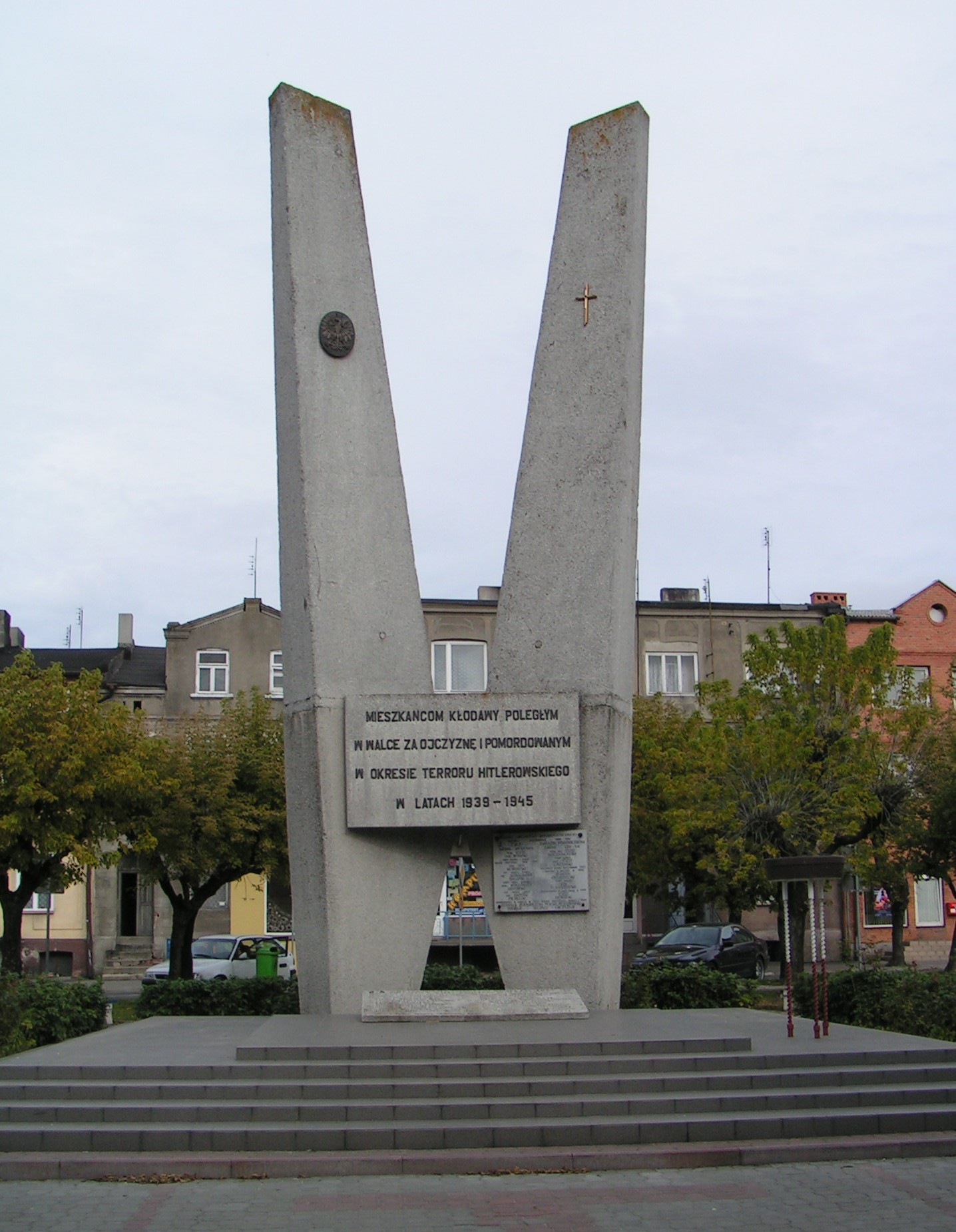
Памятник